# Valdemoro
Valdemoro é um município da Espanha, na província e comunidade autônoma de Madrid. Tem 64,2 km² de área e em 2021 tinha 77 587 habitantes (densidade: 1 208,5 hab./km²). Limita com os municípios de Ciempozuelos, Esquivias, Pinto, San Martín de la Vega, Seseña e Torrejón de Velasco.